# Більно (Влоцлавський повіт)
Більно (пол. Bilno) — село в Польщі, у гміні Любень-Куявський Влоцлавського повіту Куявсько-Поморського воєводства.
Населення — 233 особи (2011).
У 1975-1998 роках село належало до Влоцлавського воєводства.

## Демографія
Демографічна структура станом на 31 березня 2011 року:
|          | Загалом | Допрацездатний вік | Працездатний вік | Постпрацездатний вік |
| -------- | ------- | ------------------ | ---------------- | -------------------- |
| Чоловіки | 120     | 25                 | 83               | 12                   |
| Жінки    | 113     | 20                 | 65               | 28                   |
| Разом    | 233     | 45                 | 148              | 40                   |